# Тернопільська обласна премія імені Іванни Блажкевич
Премія імені Іванни Блажкевич — відзнака за твори для дітей, педагогічний доробок і пропаганду творчості письменниці.
Заснували 1993 року Тернопільське обласне управління по пресі та редактор журналу «Тернопіль» як всеукраїнську літературно-мистецьку премію.
Від 2002 року премія отримала статус обласної літературної, нею нагороджує Тернопільська обласна організація НСПУ.

## Лауреати

### 1993 року
- Поет Михайло Левицький
- Краєзнавець Володимир Хома
- Художник Михайло Цибулько

### 1994 року
- Поет Володимир Вихрущ
- Директор Міжнародного центру науки, освіти та культури у Львові О. Кондратюк
- Письменник Богдан Мельничук
- Краєзнавець Богдан Савак

### 1995 року
- Поетка Оксана Сенатович
- Художник Володимир Якубовський
- Директор ДАТО Богдан Хаварівський

### 1996 року
- Поет Ярослав Сачко
- Літератори:
  - Ярослав Бенза
  - Володимир Ханас

### 2000 року
- Поети:
  - Мирослава Іванців (Барна)
  - Володимир Кравчук
- Учні Тернопільської класичної гімназії:
  - Наталія Волотовська
  - І. Козачок

### 2001 року
- Літератори:
  - Марта Чопик
  - Василь Дерій

### 2002 року
- Режисер Бучацького зразкового театру юного глядача Стефанія Гребеньовська (посмертно),
- Літератори:
  - Богдана Дерій
  - В. Паронова
  - Степан Кравець

### 2011 року
- Петро Сорока[1]

### 2012 року
- Валентина Семеняк-Штангей[1]

### 2013 року
- Марія Баліцька[1]

### 2014 року
- Тамара Ткачук-Гнатович[1]

### 2015 року
- Письменниця Ірина Дем'янова[1]

### 2016 року
- Не визначено[2]

### 2017 року
- Надія Гербіш[3]

### 2018 року
- Леся Любарська[4]

### 2019 року
- Ніна Фіалко[5]

### 2020 року
- Марія Гуменюк[6]

### 2021 року
- Галина Шулим[7]